# 东苕溪
东苕溪，又称龙溪、仇溪、馀不溪，是浙江省北部的一条河流，注入太湖。明朝嘉靖年间《余杭县志》对其名称来源记载为：“耆老传云，夹岸多苕花，每秋风，飘散水上如雪然，故名。”其中“苕花”即芦花，也就是芦苇的果序。
上源在浙江省东北部，由南、中、北三个支流组成。南苕溪为正源，出自东天目山北部，平顶山南麓。南流折东流后与中苕溪、北苕溪会合后称东苕溪。流经德清县，目前经过导流工程在湖州市西的杭长桥与西苕溪汇合。汇合后的苕溪注入太湖。
干流长165公里，杭长桥以上流域面积2267平方公里，多年平均流量48.7立方米／秒，年径流量15.4亿立方米。目前河上有水电站2座，总装机容量0.27万千瓦。
支流有：安溪、湘溪、余英溪、埭溪。